# Aromat do kawy

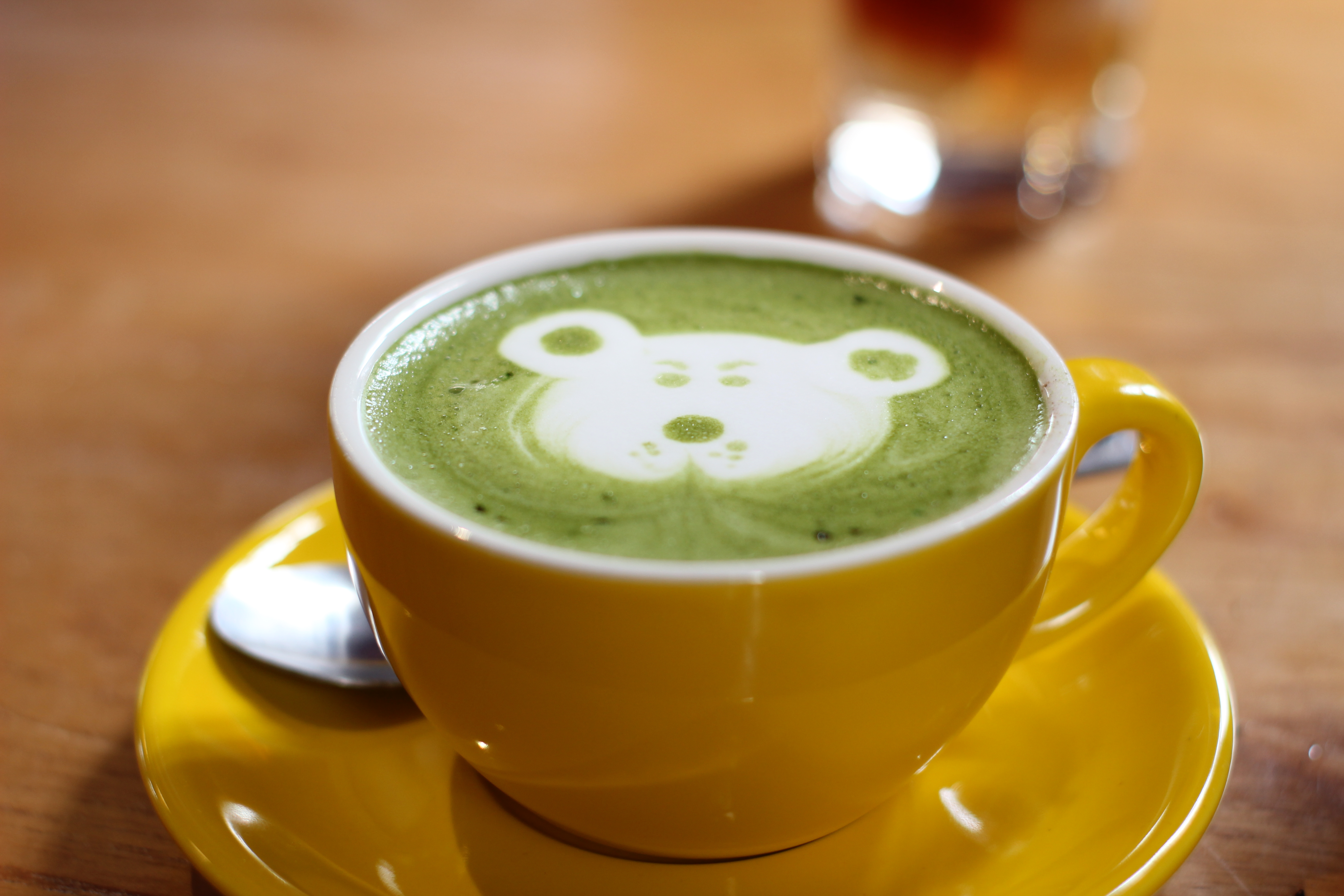
Kawa z dodatkiem herbaty matcha

Aromat do kawy – substancja aromatyzująca, naturalna lub syntetyczna, dodawana do kawy prażonej.
Kawę można aromatyzować na dwojaki sposób:
- sporządzić napar z już aromatyzowanych ziaren, uprażonych na konkretny smak,
- dodać do sporządzonego naparu krem lub syrop o określonym smaku[1] lub naturalny dodatek aromatyzujący (np. laskę wanilii albo cynamon)[2].

Najpopularniejsze aromaty do kaw to:
- w Europie: waniliowo-orzechowy, cynamonowy, z orzechów laskowych, likier irlandzki, koniakowy, karmelowy, cappuccino, Kahlua, wanilia francuska,
- w USA i Kanadzie: krem waniliowo-orzechowy, cynamonowy, z orzechów laskowych, Irish Whiskey ze śmietanką, hawajski orzech laskowy, toffi, wanilia francuska, malinowo-czekoladowy, cappuccino[1].

Ziarno używane do wytwarzania kaw smakowych jest w większości niskiej jakości. Zawartość olejków aromatyzujących i mocny proces palenia powodują, że przedsiębiorcom nie opłaca się używać ziaren wyższych klas. Ziarna kaw smakowych niszczą ekspresy i młynki, ponieważ zawarte w nich olejki oblepiają żarna, czy też ostrza i z czasem powodują ich zatarcie.
Nie należy mylić aromatów do kawy z aromatem kawy, czyli całokształtem zapachów (około 800 substancji) występujących w kawie surowej, prażonej, mielonej lub zaparzanej.